# 米朗博 (上加龙省)
米朗博（法語：Mirambeau，法語發音：[miʁɑ̃bo]）是法国上加龙省的一个市镇，属于圣戈当区。

## 地理
米朗博（43°24'10"N, 0°52'1"E）面积3.96 平方千米，位于法国奧克西塔尼大區上加龙省，该省份为法国西南部内陆省份，西南端与西班牙接壤，自此顺时针与上比利牛斯省、热尔省、塔恩-加龙省、塔恩省、奥德省和阿列日省接壤。
与米朗博接壤的市镇（或旧市镇、城区）包括：埃斯庞、布瓦塞德、利勒昂多东、马尔蒂塞尔、卡代扬、加拉韦。

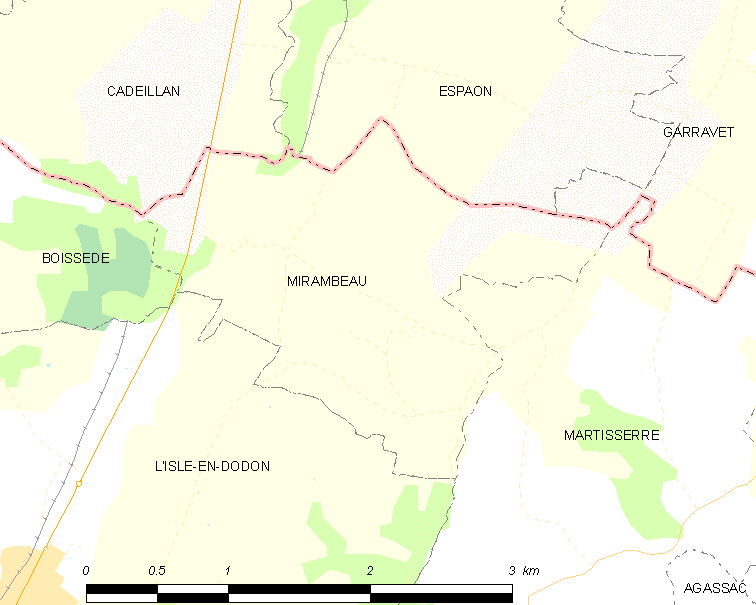
的OSM定位图

米朗博的时区为UTC+01:00、UTC+02:00（夏令时）。

## 行政
米朗博的邮政编码为31230，INSEE市镇编码为31343。

## 政治
米朗博所属的省级选区为卡泽尔县。

## 人口

1962-2008年间人口变化图示

米朗博于2022年1月1日时的人口数量为62人。